# Boissy-sous-Saint-Yon
Boissy-sous-Saint-Yon település Franciaországban, Essonne megyében. Lakosainak száma 3855 fő (2022. január 1.). Boissy-sous-Saint-Yon Égly, Avrainville, Chamarande, Mauchamps, Saint-Sulpice-de-Favières, Saint-Yon és Torfou községekkel határos.

## Népesség
A település népességének változása:
| Lakosok száma | 3736 | 3784 | 3872 | 3868 | 3860 | 3828 | 3806 | 3828 | 3855 |
|               | 2013 | 2015 | 2016 | 2017 | 2018 | 2019 | 2020 | 2021 | 2022 |